# ابن منجب الصيرفي
أبو القاسم علي بن منجب بن سليمان التنوخي المصري (22 شعبان 463 هـ/24 مايو 1071 م - 20 صفر 542 هـ/22 يوليو 1147 م)، ويُعرَف بابن الصيرفي ويُلقَّب بتاج الرياسة وأمين الدين، هو كاتب وشاعر ومؤرخ وخطيب مصري عاش في القرن السادس الهجري.

## سيرته
ولِدَ علي بن منجب بن سليمان في مصر في شهر شعبان من سنة 463 هـ، في أسرة صيرفي تعود أصوله إلى قبيلة تنوخ، وكان جدُّه كاتباً محدود الشهرة في زمنه. أخذ حرفة الكتابة وخاصةً الرسائل عن ثقة الملك أبي العلاء صاعد بن مفرج، وعمل في بداية حياته كاتباً في عددٍ من منشئات الدولة الفاطمية، فعمل كاتباً في ديوان الجيش ثُمَّ ديوان الخراج ثُمَّ ديوان المكاتبات لدى الأفضل ابن أمير الجيوش ثُمَّ ديوان الرسائل. أراد الوزير الأفضل أن يولِّي ابن منجب ديوان الإنشاء، غير أنَّ مستشاريه لم يحبذوا اقتراحه، ومع وفاة صاحب ديوان الإنشاء في خلافة الحافظ آلت رئاسة الديوان إلى ابن منجب، وظلَّ في منصبه حتى وفاته في شهر صفر من عام 542 هـ. أوكلت إلى ابن منجب مهام كثيرة تفاوتت أهميتها، وأغلب ما دوَّنه في مؤلفاته من سجلات كان قبل تولِّيه رئاسة ديوان الإنشاء، ومن السجلات التي كتبها سجل انتقال الخلافة إلى المستعلي، وكان ذلك قبل ترأسه ديوان الإنشاء، وأمره الوزير المأمون البطائحي بتدوين سجل مشهور تقرُّ فيه ابنة الخليفة المستنصر أنَّ أبيها أوصى بالخلافة إلى المستعلي وليس نزار، وهي القضيَّة الخلافية بين فرقتي النزارية والمستعلية في الطائفة الإسماعيلية، وكانت توكَل إليه في المقابل مهام روتينية كمقابلة التقويم الشمسي بالتقويم القمري. ألَّف ابن منجب عدداً من المُصنَّفات، منها كتاب في فنون إدارة ديوان الرسائل، وكتاب يؤرِّخ فيه لحكام مصر وآخر لوزراء الدولة الفاطمية، وله إلى جانب هذا شعر غير ذي قيمة أدبية.
تُعتَبر مؤلفات ابن منجب من أهم المصادر المتوفِّرة عن تاريخ الدولة الفاطمية، وترجع أهميَّته إلى أنَّه عاش في بلاط الخلافة، وتولَّى ديوان الإنشاء، وكان لديه حق الاطلاع على سجلات الدولة التي دوَّن أغلبها وحُفِظت بفضله حتى العصر الحديث.

## مؤلفاته
تُنسَب إليه المؤلفات التالية:

الصفحة الأولى من المخطوطة الوحيدة المتبقِّية لكتاب "الأفضليات". تتواجد المخطوطة في مكتبة الفاتح في إسطنبول

- «الإشارة إلى من نال الوزارة» (مطبوع).
- «فنون ديوان الرسائل» (مطبوع، 1905، يتناول فيه مبادئ إدارة ديوان الرسائل، وألَّفه - حسب قوله - ليكون دستوراً يُرجَع إليه عند اختيار العاملين في ديوان الرسائل).
- «إنباء الهصر بأنباء العصر».
- «عمدة المحادثة».
- «في السُّكر».
- «استنزال الرحمة».
- «المختار من شعراء الأندلس» (مطبوع).
- «اختيارات لديوان ابن السراج».
- «اختيارات لديوان مهيار».
- «اختيارات لديوان أبي العلاء المعري».
- «الأفضليات» (مطبوع، ديوان رسائل أنشأه للوزير الأفضل شاهنشاه، يطلب فيه العفو بعد أن عزله الأفضل عن رئاسة ديوان الإنشاء لخلاف حصل بينهما، وفي إحدى رسائل الديوان يذكر فيها الناسخ أن الأفضل رضي عنه وأعاده إلى منصبه).
  - «رسالة العفو» (نُشِرت مستقلةً في عام 1976 بتحقيق هلال ناجي).
  - «رسالة رد المظالم».
  - «رسالة لُمْح المُلْح».
  - «رسالة منائح القرائح».
  - «رسالة مناجاة شهر رمضان».
  - «رسالة عقائل الفضائل».
  - «رسالة التدلي على التسلي».
- «سِيَر التاريخ» (ديوان رسائل عن حكام مصر في أربعة مجلدات على الأقل).

## وصلات خارجية
- كتاب "الإشارة إلى من نال الوزارة"، على ويكي مصدر.
- كتب من تأليف ابن منجب الصيرفي، على موقع المكتبة الشاملة.